# Tankette Ltd.
Tankette Ltd., zuvor Ronald Twist & Company Ltd., war ein britischer Hersteller von Automobilen.

## Unternehmensgeschichte
Das Unternehmen Ronald Twist & Company Ltd. aus Watford begann 1919 mit der Produktion von Automobilen. Der Markenname lautete Tankette. Später erfolgte die Umfirmierung in Tankette Ltd. und der Umzug nach London. 1920 endete die Produktion.

## Fahrzeuge
Das einzige Modell war ein Cyclecar. Ein Einzylinder-Zweitaktmotor von Union mit 2,75 PS Leistung trieb über eine Kette die Schmalspur-Hinterachse an. Das Zweiganggetriebe kam von Burman. Die offene Karosserie bot Platz für zwei Personen. Besonderheit war, dass nach dem Zusammenschieben der vorderen Achsrohre zum Abstellen des Fahrzeugs die Gesamtbreite nur 90 cm betrug.